# ルッザーラ
ルッザーラ（伊: Luzzara）は、イタリア共和国エミリア＝ロマーニャ州レッジョ・エミリア県にある、人口約8,500人の基礎自治体（コムーネ）。

## 地理

### 位置・広がり

#### 隣接コムーネ
隣接するコムーネは以下の通り。
- ドーゾロ (MN)
- ゴンザーガ (MN)
- グアスタッラ
- レッジョーロ
- スッザーラ (MN)

### 気候分類・地震分類
ルッザーラにおけるイタリアの気候分類 (it) および度日は、zona E, 2434 GGである。
また、イタリアの地震リスク階級 (it) では、zona 3 (sismicità bassa) に分類される。

## 行政

### 分離集落
ルッザーラには以下の分離集落（フラツィオーネ）がある。
- Casoni, Codisotto, Villarotta